# Latrodectus corallinus
Latrodectus corallinus är en spindelart som beskrevs av Abalos 1980. Latrodectus corallinus ingår i släktet änkespindlar, och familjen klotspindlar. Inga underarter finns listade i Catalogue of Life.